# Сусень (комуна, Харгіта)
Сусень, Сусені (рум. Suseni) — комуна у повіті Харгіта в Румунії. До складу комуни входять такі села (дані про населення за 2002 рік):
- Валя-Стримбе (1306 осіб)
- Кілень (811 осіб)
- Лібан (66 осіб)
- Сенетя (9 осіб)
- Сусень (2960 осіб) — адміністративний центр комуни

Комуна розташована на відстані 250 км на північ від Бухареста, 37 км на північний захід від М'єркуря-Чука, 149 км на схід від Клуж-Напоки, 111 км на північ від Брашова.

## Населення
За даними перепису населення 2002 року у комуні проживали 5152 особи.
Національний склад населення комуни:
| Національність            | Кількість осіб | Відсоток |
| ------------------------- | -------------- | -------- |
| угорці                    | 5020           | 97,4%    |
| цигани                    | 70             | 1,4%     |
| румуни                    | 60             | 1,2%     |
| не вказали національність | 2              | < 0,1%   |

Рідною мовою назвали:
| Мова      | Кількість осіб | Відсоток |
| --------- | -------------- | -------- |
| угорська  | 4996           | 97,0%    |
| циганська | 95             | 1,8%     |
| румунська | 61             | 1,2%     |

Склад населення комуни за віросповіданням:
| Релігія            | Кількість осіб | Відсоток |
| ------------------ | -------------- | -------- |
| римо-католики      | 4956           | 96,2%    |
| реформати          | 69             | 1,3%     |
| православні        | 52             | 1,0%     |
| адвентисти         | 38             | 0,7%     |
| не релігійні       | 12             | 0,2%     |
| унітарії           | 8              | 0,2%     |
| греко-католики     | 3              | 0,1%     |
| п'ятдесятники      | 2              | < 0,1%   |
| не вказали релігію | 5              | 0,1%     |

## Зовнішні посилання
- Дані про комуну Сусень на сайті Ghidul Primăriilor